# Oh Jackie
Oh Jackie è un singolo tratto dal secondo album di Tiffany, Hold an Old Friend's Hand, lanciato per il mercato giapponese nel maggio del 1989.